# متغاير الأسنان

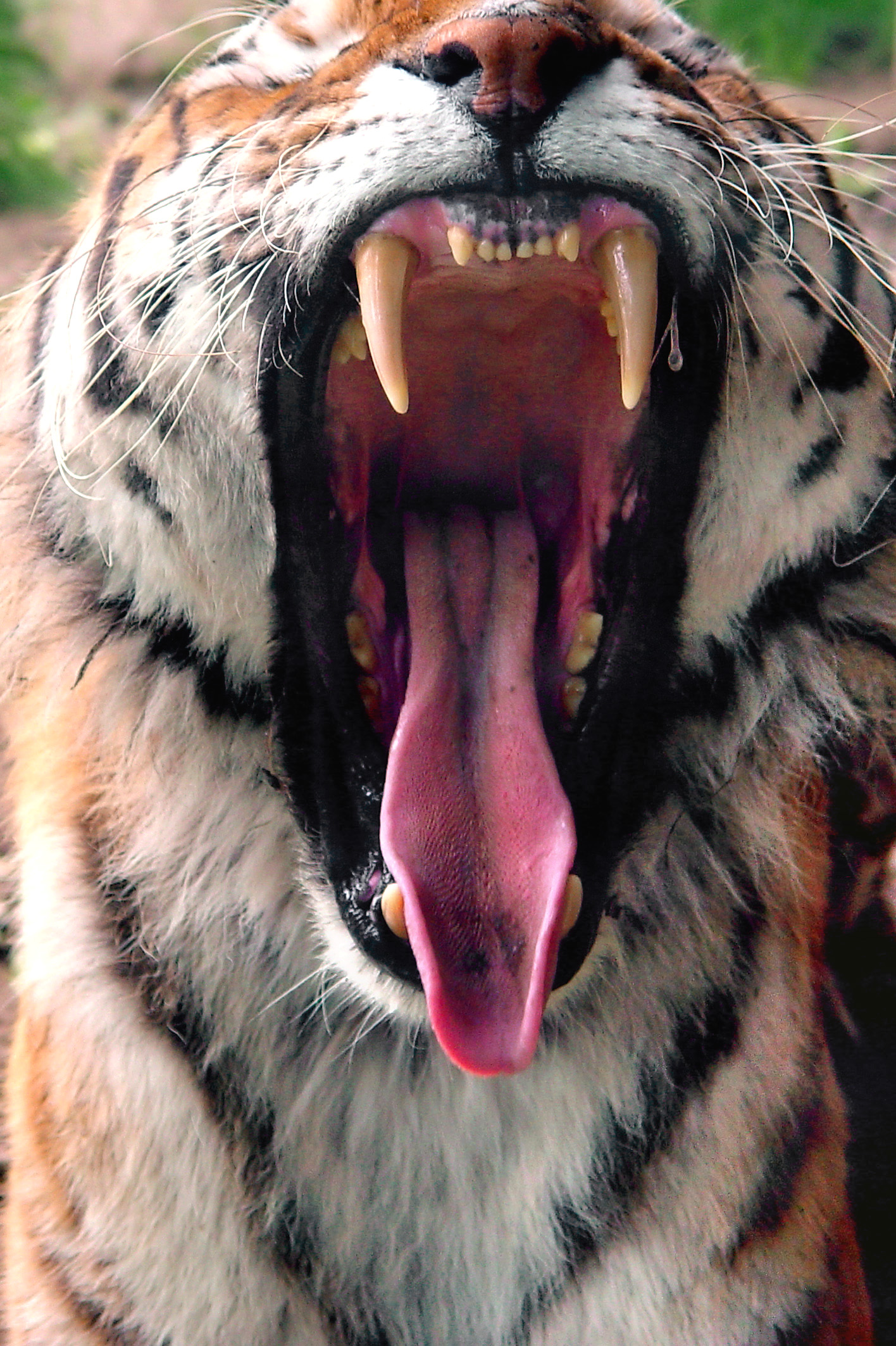

متغاير الأسنان (بالإنجليزية: heterodont)‏ (مأخوذ من اللغة اليونانية، ويعني "أسنانًا مختلفة") هو مصطلح تشريحي يشير  إلى الحيوانات التي تمتلك أكثر من مورفولوجيا أحادية الأسنان. على سبيل المثال، تمتلك أعضاء من نوع السينابسيدات بشكل عام قواطع وأنياب ('eyeteeth') وطواحن وأضراس. ووجود المجموع السني متغاير الأسنان يُعد دليلاً إلى حد ما على تخصص التغذية/الصيد في نوع ما. وعلى النقيض من ذلك، فإن المجموع السني متماثل الأسنان ("same teeth") هو حالة القرب المورفولوجية (البدائية) بالنسبة للفقاريات، ويُعد أمرًا شائعًا لدى صفيحيات الخيشوم والأسماك العظمية والبرمائيات ومعظم الزواحف. وداخل السوروبسيدات، هناك في بعض الأحيان حالات تغاير الأسنان، في بعض أشكال التيروصورات والسحالي والديناصورات، على سبيل المثال.
ويمكن أن يشير المصطلح متغاير الأسنان أيضًا إلى أي كائن من أعضاء فوق رتبة متغايرات الأسنان من طائفة ثنائيات الصدفة. ويشير الاسم إلى الأسنان متمايزة المفاصل التي تمسك صمامات القواقع.